# Epigynopteryx scotti
Epigynopteryx scotti är en fjärilsart som beskrevs av Fletcher 1959. Epigynopteryx scotti ingår i släktet Epigynopteryx och familjen mätare. Inga underarter finns listade i Catalogue of Life.